# 浅羽佐喜太郎
浅羽 佐喜太郎（あさば さきたろう、1867年（慶応3年3月） - 1910年（明治43年）9月25日）は、日本の医師，篤志家。ベトナムの東遊運動の指導者だったファン・ボイ・チャウを支援した事で有名である。

## 人物・生涯
1867年（慶応3年3月）、遠江国山名郡梅山村（後の磐田郡東浅羽村梅山、現在の静岡県袋井市梅山）にて生まれた。佐喜太郎の父・義樹は神社の神職だったが、戊辰戦争で官軍に加わった事をきっかけに軍人に転向した人物だった。佐喜太郎は東京帝国大学医科大学（現在の東京大学医学部）卒業後、神奈川県小田原市国府津町と故郷の東浅羽村にて医院を開業した。
生来、困っている人を見ると助けずにはいられない性分で、貧しい患者から決して金銭を取ろうとせず、むしろ金銭を施した程であったと伝わっている。慈善活動にも熱心で、神奈川県立第二中学校（現・神奈川県立小田原高等学校）や前羽村（神奈川県足柄下郡にあった村。現在の小田原市）の消防団設立に当たって多大な寄付をした他、前羽村や国府津町の小学校で校医を務め、前羽村小学校に風琴（オルガン）を贈呈するなど地域発展にも力を尽くした。
1907年（明治40年）、故郷・東浅羽村に帰っていた浅羽は、道端で行き倒れになっていた、フランス領インドシナの民主主義運動家だった阮泰抜（Nguyễn Thái Bạt）を助けた。そして阮に対して東京同文書院（後の東亜同文書院大学）への入学手続きや学費まで支払い、金銭的な援助をした。これが同じフランス領インドシナの民主主義運動家、ファン・ボイ・チャウの耳に入り、2人の交流が始まった。
ファンは1905年（明治38年）に来日し、犬養毅の支援を通じて、ベトナムの青年を大日本帝国に留学させる東遊運動（ドンズー運動）を興していたが、この頃になると金銭的に苦しくなっていた。浅羽はそんなファンに対し、1,700円もの大金を提供してファンを助けた。2人の交流は、日仏協約の締結によるベトナム人留学生の国外退去命令が出された1909年（明治42年）3月まで続いた。ファンの退去時にも浅羽は歓待し、2人で互いに再開を約束し、フランスの外圧による国外退去命令を推進した、大隈重信や犬養毅を酷評したと言われている。
浅羽は病弱であり、当時不治の病だった結核を長年患っていた（このため医科大学卒業後、ドイツ留学を希望していたが断念せざるを得なかった）。加えて1910年（明治43年）8月に東浅羽村を大洪水が襲い、被災者への心労が加わった事も、病状を悪化させた。洪水の翌月（ファンとの別れから1年半後）の1910年9月25日、東浅羽村の自宅で死去。43歳没。
中国で浅羽の訃報を知ったファンは、1917年（大正6年）5月に、偽名を使って大日本帝国に密入国した。翌1918年（大正7年）に3度目の訪日をし、東浅羽村（後の浅羽町）の村長・村民による金銭的援助もあって、浅羽佐喜太郎への報恩の記念碑を常林寺（現在の静岡県袋井市）に建立した。碑は高さ2.7m、幅0.87mの大掛かりな石碑で、以下の文言が漢文で刻まれた。文中の「扶桑」は漢文において日本を指す語である。
日越国交樹立40周年となった2013年（平成25年）に放送された日越合作ドラマ『The Partner 〜愛しき百年の友へ〜』（明治編）で浅羽とのファンの交流が描かれた。

## 評価
ベトナム社会主義共和国トゥアティエン＝フエ省フエのファン・ボイ・チャウ記念館には、浅羽の没後100年を祈念した日本とベトナムの「友好の碑」がある。浅羽の出身地の静岡県袋井市とベトナムは友好関係を築いて交流している。

## テレビ
- ベトナム独立の夢を日本に賭けた男 - 2013年VTV（ベトナムテレビジョン）製作。NHK BS1『BS世界のドキュメンタリー』枠にて、2013年12月20日19:00～19:50に放送された。
- 『The Partner 〜愛しき百年の友へ〜』 - 浅羽佐喜太郎とファン・ボイ・チャウの交流を描いた日本・ベトナム合作テレビドラマ。2013年9月29日にTBSテレビとVTVで放送。主演の浅羽は東山紀之が演じた。

## 著作物

### 日本語訳書
- 潘佩珠『ヴェトナム亡国史（ベトナム語版）、獄中記、天か帝か、海外血書』長岡新次郎、川本邦衛編・解説、平凡社〈平凡社東洋文庫〉、1966年。ISBN 4582800734。

## 参考・関連文献
- 内海三八郎『ヴェトナム独立運動家潘佩珠伝　日本・中国を駆け抜けた革命家の生涯』千島英一、櫻井良樹編、芙蓉書房、1999年。ISBN 4829502258。
- 田中孜『日越ドンズーの華　ヴェトナム独立秘史　潘佩珠の東遊(=日本に学べ)運動と浅羽佐喜太郎』明成社、2010年。ISBN 978-4-944219-90-2。